# Liên minh Chống Cộng sản vùng Caribe
Liên minh Chống Cộng sản vùng Caribe (tiếng Tây Ban Nha: Legión Extranjera Anticomunista del Caribe, LAC) là một nhóm bán quân sự cánh hữu chống phe chính phủ của Fidel Castro có trụ sở tại nước Cộng hòa Dominica, liên minh này được tài trợ bởi các nhà độc tài như Rafael Trujillo của Cộng hòa Dominica, Anastasio Somoza của Nicaragua và cựu Cảnh sát trưởng Cuba Orlando Piedra. Mục đích của nhóm là lật đổ chính phủ của Fidel Castro ở Cuba. Nó được giải thể vào tháng 8 năm 1961 kể từ cái chết của Trujillo do bị ám sát.
Nhóm này bao gồm những người Tây Ban Nha, Cuba, Croatia, Đức, Hy Lạp và những người lính đánh thuê cánh hữu được đào tạo tại Cộng hòa Dominica. Nhóm đã dựng lên một nỗ lực thất bại nhằm lật đổ phe chính phủ của Castro vào năm 1959.
Một tổ chức khác được gọi là Liên minh Chống Cộng, sau đó nó có trụ sở chính tại văn phòng New Orleans của Guy Banister. Vị trí này đã được xuất hiện trên tờ rơi của Fair Play cho Uỷ ban Thường trực Cuba do Lee Harvey Oswald phát và những đề cập như vậy về liên minh thường xuyên được đưa ra trong các văn bản có liên quan tới các thuyết âm mưu về vụ ám sát Kennedy. Tuy nhiên Legion và League là các tổ chức riêng biệt không có mối liên hệ rõ ràng nào ngoại trừ phe đối lập với Castro của Cuba.